# Cliffortia crenulata
Cliffortia crenulata är en rosväxtart som beskrevs av August Henning Weimarck. Cliffortia crenulata ingår i släktet Cliffortia och familjen rosväxter. Inga underarter finns listade i Catalogue of Life.